# Phytometra orgiae
Phytometra orgiae är en fjärilsart som beskrevs av Augustus Radcliffe Grote 1875. Phytometra orgiae ingår i släktet Phytometra och familjen nattflyn. Inga underarter finns listade i Catalogue of Life.